# Luis de la Sierra
Luis de la Sierra Fernández (Santander, 1920 - Palma de Mallorca, 11 de octubre de 2014) fue un escritor, historiador y militar español.

## Biografía
Cursó sus estudios de Bachillerato en los colegios de los padres jesuitas de Orduña y de San José de Curia, en Portugal. Llevado de sus aficiones marineras heredadas de su padre, se alistó voluntario como marinero a la temprana edad de 17 años, en plena guerra civil española, sirviendo hasta el final de la misma en el crucero Almirante Cervera. Tras el fin de las hostilidades ingresó en la Escuela Naval Militar de San Fernando en Cádiz, obteniendo en 1943 el rango de alférez de navío.
A lo largo de su carrera naval, que concluyó en 1981, tuvo los empleos de guardiamarina, alférez de navío, teniente de navío, capitán de corbeta y capitán de fragata, navegando en los buques escuela Galatea y Juan Sebastián Elcano, así como en diversos buques de guerra: desde minadores hasta cruceros, a través de los océanos Atlántico, Pacífico y el mar Mediterráneo. Tenía la Especialidad de Torpedista y fue profesor de la Escuela de Armas Submarinas, siéndole concedida la Cruz del Mérito Naval en dos ocasiones. Fue comisionado a Estados Unidos para hacerse cargo del mando del primer buque de guerra cedido a España por el Tratado de Asistencia Mutua.
Su primera obra, Buques suicidas, obtuvo el premio Virgen del Carmen de la Armada Española. El resto de las obras se divide en dos grupos: por una parte las históricas, centradas en las dos guerras mundiales del siglo XX, y por otra, las dedicadas a viajes. Cabe destacar en su producción literaria la enorme y exhaustiva labor de documentación sobre los hechos navales que narra y que le lleva a poder ilustrar con una riqueza de detalles casi vívida cada una de las acciones que acontecieron en la mar.

## Obras

### Originales

#### Historia naval
- Buques suicidas. Historia de los submarinos de bolsillo, torpedos humanos y botes explosivos en el siglo XX. Barcelona, España: Juventud. 1958. ISBN 978-84-261-0022-1.
- Titanes azules. Acciones navales de la Segunda Guerra Mundial. Barcelona, España: Juventud. 1963. ISBN 978-84-261-0727-5.
- Corsarios alemanes en la Segunda Guerra Mundial. Barcelona, España: Juventud. 1969. ISBN 978-84-261-0726-8.
- La guerra naval en el Atlántico (1939-1945). Barcelona, España: Juventud. 1974. ISBN 978-84-261-5715-7.
- La guerra naval en el Mediterráneo (1940-1943). Barcelona, España: Juventud. 1976. ISBN 978-84-261-0264-5.
- La guerra naval en el Pacífico (1940-1943). Barcelona, España: Juventud. 1979. ISBN 978-84-261-1590-4.
- El mar en la Gran Guerra (1914-1918). Barcelona, España: Juventud. 1984. ISBN 978-84-261-2023-6.
- Corsarios alemanes en la gran guerra (1914-1918). Barcelona, España: Juventud. 1985. ISBN 978-84-261-2147-9.

#### Viajes
- Viajes de un marino. Barcelona, España: Juventud. 1981. ISBN 978-84-261-1824-0.
- Viaje a Egipto: doce días en el legendario País del Nilo. Barcelona, España: Ediciones del Serbal. 1990. ISBN 978-84-7628-070-6.
- Viaje a Mesoamérica: por tierras de México, Guatemala y Honduras. Barcelona, España: Ediciones del Serbal. 1991. ISBN 978-84-7628-070-6.
- Viaje a la India. Barcelona, España: Ediciones del Serbal. 1993. ISBN 978-84-7628-121-5.
- Viaje a China. Barcelona, España: Ediciones del Serbal. 1995. ISBN 978-84-7628-134-5.
- Viaje a la Atlántida. Vigo, Pontevedra, España: Ediciones Cardeñoso. 2003. ISBN 978-84-8190-322-5.
- Mis viajes. Vigo, Pontevedra, España: Ediciones Cardeñoso. 2004. ISBN 978-84-8190-363-8.

### Traducciones

#### Historia naval
- Müllenheim-Rechberg, Burkard von (1982). El acorazado "Bismarck". Relato de un superviviente. Barcelona, España: Juventud. ISBN 978-84-261-1915-5.

#### Viajes
- Heyerdahl, Thor (1972). Expedición. Barcelona, España: Juventud. ISBN 978-84-261-5612-9.
- Heyerdahl, Thor (1973). Las expediciones Ra. Barcelona, España: Juventud. ISBN 978-84-226-0259-0.
- Heyerdahl, Thor (1981). La expedición Tigris. Barcelona, España: Juventud. ISBN 978-84-261-1828-8.
- Slocum, Joshua (1981). Navegando en solitario alrededor del mundo. Barcelona, España: Juventud. ISBN 978-84-261-1718-2.
- Heyerdahl, Thor (1986). El misterio de las Maldivas. Barcelona, España: Juventud. ISBN 978-84-261-2215-5.
- Calhoun, Raymond C. (1986). Tifón, el otro enemigo. Barcelona, España: Juventud. ISBN 978-84-261-2196-7.
- Chichester, Francis (1993). La vuelta al mundo del Gipsy Moth. Barcelona, España: Juventud. ISBN 978-84-261-0744-2.

Fuentes: Dialnet, Editorial Juventud, Librería Proteo y Base de datos del ISBN